# Teoria numerelor

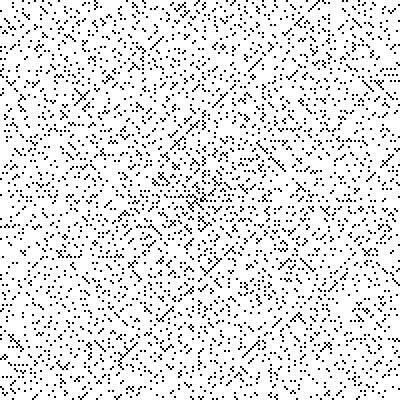
Distribuția numerelor prime este un obiect de studiu în teoria numerelor. Dacă se aranjează numerele naturale în spirală și se evidențiază cele prime, apare un șablon numit Spirală Ulam.

Teoria numerelor (sau aritmetică / aritmetică superioară în uz mai vechi) este o ramură a matematicii pure dedicată în principal studiului numerelor întregi. Matematicianul german Carl Friedrich Gauss (1777-1855) a spus: „Matematica este regina științelor și teoria numerelor este regina matematicii.” Teoreticienii care se ocupă de teoria numerelor studiază, printre altele, numerele prime, precum și proprietățile obiectelor compuse din numere întregi (de exemplu, numere raționale) sau definite ca generalizări ale numerelor întregi (de exemplu, numere întregi algebrice).
Numerele întregi pot fi luate fie ca atare, fie ca soluții la ecuații (geometrie diofantică). Întrebările din teoria numerelor sunt deseori înțelese cel mai bine prin studiul obiectelor analitice (de exemplu, Funcția zeta Riemann) care codifică proprietățile numerelor întregi, prime sau altor obiecte teoretice numerice (teoria numerelor analitice). Se pot studia, de asemenea, numere reale raportate la numerele raționale, de exemplu, aproximate de acestea din urmă (aproximare diofantică).
Termenul mai vechi pentru teoria numerelor este aritmetică. La începutul secolului al XX-lea, el a fost înlocuit de „teoria numerelor” (Cuvântul „aritmetică” este folosit de publicul larg pentru a desemna „calcule elementare”, și a dobândit și alte semnificații în logica matematică, în aritmetica Peano și în informatică, ca și în aritmetica numerelor în virgulă flotantă). Utilizarea termenului aritmetică pentru teoria numerelor a recuperat în popularitate în a doua jumătate a secolului XX, probabil datorită influenței franceze.